# Khổ tu
Tu khổ hạnh là một hình thức tu bắt cơ thể phải chịu đói khát đau đớn. Hình thức tu này có trước khi Phật giáo ra đời, chính thái tử Tất Đạt Đa trên con đường sáng lập đạo Phật đã từng tu khổ hạnh trong 6 năm trời, nhưng sau đó Ngài đã phát hiện cách tu này không đem lại sự giải thoát hoàn toàn nên đã từ bỏ và tiếp tục tìm chân lý Phật giáo.
Những người sáng lập ra phép tu khổ hạnh nằm trong phong trào tìm hướng giải thoát bản thân khỏi khổ đau của trần thế mà lúc đó cũng xuất hiện khá nhiều phép tu khác nhau. Người tu khổ hạnh thường ăn rất ít, sống im lặng và ngồi yên tĩnh ngoài trời nhiều giờ mỗi ngày. Họ quan niệm rằng con người sống vật chất đầy đủ nhưng vẫn đau khổ, nên họ quyết lấy sự đau khổ của bản thân để tìm ra sự giải thoát cuối cùng.
Phép tu khổ hạnh có cách nay cũng hơn hai ngàn sáu trăm năm, dĩ nhiên bây giờ không còn ai tu theo phép tu như vậy nữa. Tuy vậy, thực tế vẫn có một bộ phận còn theo tư tưởng và hành phép tu này ở các mức độ khác nhau.